# Jakob Albrecht (Politiker)
Hans Jakob Albrecht, auch Jacob Albrecht (* 17. September 1825 in Stadel bei Niederglatt; † 25. Juni 1876 in Dielsdorf), heimatberechtigt in Stadel, war ein Schweizer Viehhändler und Politiker (Liberal).

## Leben

### Familie
Jakob Albrecht war der Sohn des Viehhändlers David Albrecht.
Seit 1846 war er mit Verena, die Tochter von Rudolf Bachmann, Tierarzt in Stadel, verheiratet.

### Werdegang
Zur schulischen und beruflichen Ausbildung von Jakob Albrecht liegen keine Hinweise vor, aber er war als Viehhändler tätig.
Er war von 1856 bis 1860 Gemeindeamman und Kreisgerichtsschreiber von Stadel und darauf von 1861 bis 1865 Geschworener und Bezirksrichter.
Von 1862 bis 1869 und von 1872 bis 1875 war er Mitglied des Zürcher Kantonsparlaments und vom 1. Januar 1873 bis zu seinem Rücktritt am 1. November 1874 liberaler Nationalrat; er war ein Vertreter des Bauernstands.
Er war von 1865 bis 1870 als Schuldenschreiber im Betreibungsamt des Bezirks Regensberg, das für Einleitungsverfahren und spezialexekutorische Fortsetzungsverfahren zuständig war; darauf war er dann von 1870 bis 1875 Statthalter des Bezirks Dielsdorf; in dieser Zeit wurde der Bezirkshauptort Regensberg 1871 nach Dielsdorf verlagert.
1859 erfolgte seine Beförderung zum Hauptmann in der Schweizer Armee.